# BlueCub
Bluecub est une filiale du groupe Bolloré. Le 9 janvier 2014, cette entreprise a mis en service, dans la ville de Bordeaux, en France, et six communes voisines, une centaine de voitures électriques en autopartage (quarante stations).
Le service s'est arrêté le 31 août 2020, tout comme Bluely, le service similaire à Lyon.

## Historique
La communauté urbaine de Bordeaux lance en janvier 2014  son service de voitures 100 % électriques, baptisé « BlueCub », financé entièrement par le groupe Bolloré. Troisième grande agglomération après celles de Paris (Autolib) et de Lyon (Bluely) à proposer un tel service, BlueCub est mis en place sur sept communes de Bordeaux Métropole (Bègles, Bordeaux, Cenon, Le Bouscat, Mérignac, Pessac et Talence). Dans un premier temps, quatre-vingt-dix véhicules Bluecar sont installés dans quarante stations. Leur nombre atteindra deux cents voitures et 80 stations en 2015. À la différence d'Autolib à Paris qui est encadré par une délégation de service public (DSP), BlueCub relève de l'initiative du groupe Bolloré. Il est développé sur la base d'une autorisation temporaire d'occupation (AOT) du domaine public, délivrée par Bordeaux Métropole, pour l'installation de bornes de recharge des véhicules.
Le service se développe au-delà de Bordeaux Métropole pour s'installer à Arcachon avec quatre stations à partir du mois de juillet 2015. Ce service s'appelle Arcachon Bluecar et il est compatible avec le service BlueCub. Enfin l'ajout de vingt voitures Renault Twizy et de quelques voitures utilitaires comme pour autolib' renforcent la gamme de véhicules en libre service,,.
Fin juillet 2020, la société envoie un mail à tous ses utilisateurs afin d'annoncer la fin du service (ainsi que de Bluely) d'ici le 31 août à 12h.

## Informations économiques sur la société BlueCub
La société a été créée en 2011 et son siège est à Vaucresson. Le service peine à être rentable. La situation économique de l'entreprise est aggravée par le confinement lié au COVID-19.
|                          | 2014    | 2015    | 2016    | 2017    | 2018    | 2019 |
| ------------------------ | ------- | ------- | ------- | ------- | ------- | ---- |
| Chiffre d'affaires en k€ | 182     | 290     | 453     | 485     | 467     |      |
| Résultat net en k€       | - 5 224 | - 3 557 | - 3 915 | - 3 846 | - 3 771 |      |
|                          | 18      | 13      | 11      | 11      | 12      |      |